# Bestia vancouveriensis
Bestia vancouveriensis là một loài Rêu trong họ Leucodontaceae. Loài này được (Kindb.) Wijk & Margad. mô tả khoa học đầu tiên năm 1961.